# هنري جارفيس رايموند
هنري جارفيس رايموند (بالإنجليزية: Henry Jarvis Raymond)‏ هو صحفي وسياسي أمريكي، ولد في 24 يناير 1820 في مقاطعة ليفينغستون في الولايات المتحدة، وتوفي في 18 يونيو 1869 في نيويورك في الولايات المتحدة. حزبياً، نشط في حزب اليمين والحزب الجمهوري. وقد انتخب عضو جمعية ولاية نيويورك وانتخب عضو مجلس النواب الأمريكي.

## روابط خارجية
- هنري جارفيس رايموند على موقع الموسوعة البريطانية (الإنجليزية)
- هنري جارفيس رايموند على موقع إن إن دي بي (الإنجليزية)